# Gelanor muliebris
Gelanor muliebris là một loài nhện trong họ Mimetidae.
Loài này thuộc chi Gelanor. Gelanor muliebris được miêu tả năm 1935 bởi Dyal.